# الإسلام في يوغوسلافيا
الإسلام في يوغسلافيا الواقعة في وسط أوروبا، وفي غربي جزيرة البلقان، وعلى الساحل الشرقي لبحر الأدرياتيك، تحدها رومانيا وبلغاريا من الشرق وبحر الأدريتك من الغرب، وتحدها المجر والنمسا من الشمال، وإيطاليا من الشمال الغربي، كما تحدها ألبانيا واليونان من الجنوب.

## كيف وصلهم الإسلام
من الأراء السائدة أن أول وصول للإسلام جاء مع الفتح العثماني غير أن هذا الرأي ينطبق على وصول المسلمين بأعداد كبيرة، ولكن الوصول الفعلي سابق على وجود العثمانيين، فالإسلام وصل إلى بعض المناطق قبل الوجود العثماني بعدة قرون. ويرى البعض أن الإسلام وصل إلى هذه البلاد بعد فتح صقلية. والبعض يرى أنه سابق على هذا.وجاء وصول المسلمين بأعداد كبيرة مع الفتح العثماني، وانتشر الإسلام بعد هذا انتشاراً واسعاً، وهناك عامل هام ساعد على تهيئة الظروف لانتشار الدعوة الإسلامية في هذه المنطقة، وهو ظهور ( المذهب البوغوميلي، أو الكنيسة البوشناقية )، والتي عارضت المذهبين السائدين في المنطقة، المذهب الكاثوليكي والمذهب الأرثوذكسي.
وكانت الكنسية البوشناقية ترفض الكثير مما جاء بالمذهبين، ورفضت تقديس البشر، والتعميد، كما رفضت مبدأ النزاع بين الروح والمادة، وطالبت بعودة المسيحية إلى أصولها القديمة من وجهة نظرها، ولهذا برز الصراع بينها وبين المذهبين السابقين، وهكذا كان البشناق مهيئين لقبول الإسلام.
ودخل العثمانيون شبه جزيرة البلقان عندما فتحو جنيلوا في سنة ( 754هـ - 1353م )، ثم هزموا التحالف المسيحي في سنة ( 767هـ - 1365م ) قرب أدرنة، وهزم التحالف مرة أخرى في سنة ( 773هـ - 1371م) وهكذا توغل الترك في شبه جزيرة البلقان حتى وصلوا إلى بيوجراد في سنة ( 856هـ - 1452م )، واشتدت حدة الصراع بين المذاهب المسيحية، وطلب البشناق العون من الأتراك، فحكم على بلادهم محمد الفاتح في سنة ( 868هـ - 1463م )، وحسم الصراع بين المذاهب المسيحية، وعندما تعرف البشناق على مبادئ الإسلام اعتنقوا الإسلام.[بحاجة لمصدر]
ولم ينقض قرن حتى اعتنق جميع البشناق الإسلام وصاروا من أقوى أنصاره، وأخذوا في تشييد المدن ذات الطابع الإسلامي، ومن أهم هذه المدن سراييفوا، وتقدم العثمانيون في فتح بلاد جديدة وحسن إسلام البشناق، وعندما ضعفت الدولة العثمانية استولت النمسا على مناطق عديدة من المنطقة، وأخذت بعض المناطق تستقل مثل بلاد الجبل الأسود وصربيا، واضطر العثمانيون للتخلي عن بلاد البشناق والهرسك في سنة ( 1295هـ - 1878م ) لإمبراطورية النمسا والمجر، وهكذا دام الحكم العثماني في معظم مناطق يوغسلافيا أكثر من أربعة قرون.

## أحوال المسلمين
تعرض المسلمون في عهد الحكم النمساوي لموجات قاسية من الاضطهاد واضطر العديد من الهجرة فراراً بدينهم وعندما ثار المسلمون ضد الحكم النمساوي انضم إليهم الأرثوذكس، ونجح المسلمون في الحصول على الحكم الذاتي في الأمور الدينية، وعندما ظهرت الدولة الصربية استبشر المسلمون للتخلص من الاستعمار النمساوي، ولكن غدر بهم الأرثوذكس بعد الاستقلال وقد كان في مدينة بوجراد 270 مسجداً والعديد من المدارس الإسلامية، وبعد أن انحسر الحكم الإسلامي عن المدينة، قضى على المدارس الإسلامية وهدمت المساجد لتقام مكانها الفنادق، والمسارح وأقيم البرلمان على أنقاض مسجد (بتار ) وكان من أجمل مساجد بيوجراد والمسجد الوحيد الذي بقي في بيوجراد هو مسجد ( بيرقلي ) ويعتبر من أقدم مساجد بيوجراد وبني في سنة ( 828هـ - 1521م ).

## أحوال المسلمين بعد الحرب العالمية الثانية
سادت يوغسلافيا ( سابقاً ) فترة من الاضطرابات في أعقاب الحرب العالمية الثانية، وبعد أن استقرت الأحوال أخذ المسلمون يستردون كيانهم فأعيدت لهم بعض مساجدهم ومدارسهم، واعترفت الدولة بكيان المسلمين في سنة ( 1393هـ - 1973م ) وتكونت جمهورية إسلامية في بلاد البشناق والهرسك، ويشكل المسلمين أغلب سكان هذه الجمهورية، وأصبح للمسلمين حرية التعبد وإقامة المساجد وبناء المدارس وشراء الكتب الإسلامية وكذلك نشرها، ولم تنقض مدة وجيزة على هذا الاستقلال حتى بدأت جمهورية صربيا تشن هجمات وحشية على الجمهوريات التي أعلنت استقلالها، ولاسيما جمهورية البوسنة والهرسك، وإقليم كوسوفو، وكذلك إقليم سنجاق وهي أهم مناطق تجمع المسلمين فيما كان يسمى بيوغسلافيا، ولقد مارست صربيا عمليات استئصال ديني للمسلمين في هذه المناطق.

## مناطق المسلمين
1- جمهورية البشناق والهرسك، وجمهورية كرواتيا، وجمهورية سلوفينيا وحيث المركز الرئيسي للهيئة الإسلامية العليا في مدينة سراييفو ويشرف على المسلمين في البوسنة والهرسك.
2- في جمهورية صربيا وإقليم كوسوفا وإقليم فوبفودينا، حيث المركز الرئيسي للهيئة الإسلامية العليا في مدينة برشتينا، ويشرف على المسلمين في هذه المناطق.
3- في جمهورية مقدونيا، وحيث المركز الرئيسي للهيئة الإسلامية في مدينة سكوبي، ويشرف على المسلمين في الجمهورية
4 – في جمهورية الجبل الأسود، وحيث المركز الرئيسي في مدينة تيتوجراد ويشرف على المسلمين في منطقة الجبل الأسود.
وجملة المسلمين في هذه المناطق أكثر من ستة ملايين، أي أن نسبتهم تزيد على ربع السكان.[بحاجة لمصدر]

## القوميات المسلمة
يشكل البشناق أغلبية المسلمين في يوغسلافيا، ثم المسلمين الألبان ويقترب عددهم من مليونين ومعظمهم في إقليم كوسوفو حيث يشكلون حوالي 77% من سكانه، وحوالي نصف مليون ألباني في منطقة مقدونيا وقد سلب هذا الإقليم من ألبانيا في الحرب العالمية الأولى، ثم يأتي ترتيب الأتراك وقد قل عددهم بسبب هجرة العديد منهم إلى تركيا، ثم لكل قومية لغاتها ومدارسها الإسلامية.
المساجد :

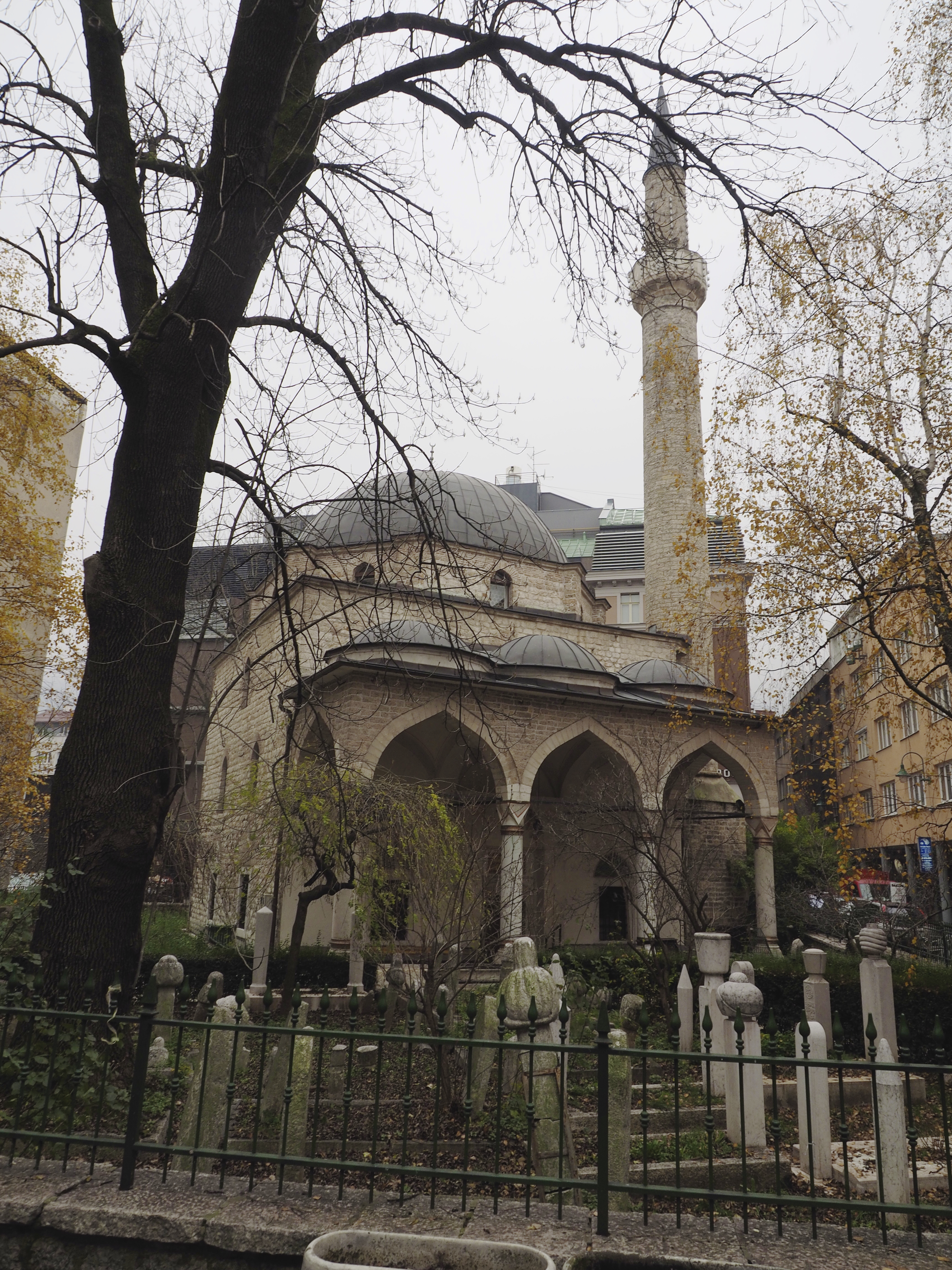
مسجد فرحات باشا

تعرضت المساجد للهدم أيام حكم النمسا، وقبل الحرب العالمية الأولى وبعدها ولكن قل عددها عما كانت في عهد الأتراك، وبعد أن حصل المسلمون على اعتراف الدولة بدأ عدد المساجد يزداد فوصل إلى 2700 مسجد، واسترد المسلمون معظم المساجد التي سلبت منهم أيام الاضطهاد، وتنتشر المساجد في القرى والمدن حيث تعيش الأقلية المسلمة، ويقدر عدد المساجد حالياً بأكثر من 3000 مسجد، غير أن هذه المساجد لم تسلم من تدمير الصرب في حربهم ضد المسلمين.
التعليم الديني :
يتعلم الطفل المسلم مبادئ الإسلام والقرآن في الكتاتيب، ولقد طور المسلمون مناهج التعليم الابتدائي من حيث المناهج والمعلمين، وهناك عدد من المدارس المتوسطة، وتوجد كلية إسلامية في سيرافو وبها قسم للمرأة المسلمة. وقد أقيمت هذه الكلية بمساهمة من المملكة العربية السعودية ورابطة العالم الإسلامي وبعض الدول العربية. وفي البلاد مدارس لإعداد الأئمة. وتوجد حاجة إلى المدرسين باللغة العربية، كذلك الحاجة إلى الكتب والدوريات الإسلامية ودعم وتصحيح مناهج التعليم الإسلامي. كما توجد في سيرافو مكتبة ( الغازي خسرو بك ) وتضم الآلاف من الكتب العربية والتركية والعديد من المخطوطات. وقد ترجمت معاني القرآن إلى بعض اللغات اليوغسلافية منذ فترة بعيدة وقد صدرت ترجمة حديثة للمعاني القرآنية وهي مترجمة عن اللغة العربية أما الطبعات القديمة فترجمت عن اللغة التركية.
الهيكل الإسلامي للطائفة الإسلامية :
ينتظم الهيكل الإداري للمسلمين فيما يلي:
1-رئيس العلماء : هو الرئيس الديني الأعلى للطائفة المسلمة وينتخبه مجلس خاص مكون من :
أ –أعضاء المجلس الأعلى للطائفة المسلمة في يوغسلافيا ( سابقاً ).
ب- مديرو المدارس الدينية.
ج – رؤساء وأعضاء الهيئات الإسلامية.
2-الرئاسة الإسلامية العليا في يوغسلافيا ( سابقاً ) ويتكون من رئيس العلماء ورؤساء الرئاسات الدينية أعضاء، 6 أعضاء ينتخبهم المجلس الأعلى.
2-المجلس الأعلى للطائفة الإسلامية يضم 35 عضواً تنتخبهم مجالس الطائفة الإسلامية.

## المصدر
1. ↑  "Details for: الإسلام في يوغسلافيا : من بلغراد إلى سراييغو › Birzeit University Libraries' Online Catalog catalog". مؤرشف من الأصل في 2024-08-04. اطلع عليه بتاريخ 2024-08-29.
2. ↑  "الأقلية المسلمة في يوغوسلافيا". www.alukah.net. 25 أكتوبر 2011. مؤرشف من الأصل في 2024-08-04. اطلع عليه بتاريخ 2024-08-04.
3. ↑  "مجلة بقية الله :المسلمون في يوغوسلافيا". www.baqiatollah.net. مؤرشف من الأصل في 2024-08-04. اطلع عليه بتاريخ 2024-08-04.
4. ↑  "Al Moqatel - البوسنة والهرسك (تاريخياً... وعسكرياً... وسياسياً)". www.moqatel.com. مؤرشف من الأصل في 2024-08-13. اطلع عليه بتاريخ 2024-08-04.
5. ↑  Cherry-Tech. "المسلمون في يوغوسلافيا". المستودع الدعوي الرقمي. مؤرشف من الأصل في 2023-05-26. اطلع عليه بتاريخ 2024-08-04.
6. ↑  "دعوة الحق - أوضاع الإسلام والمسلمين في يوغسلافيا". مؤرشف من الأصل في 2024-08-04. اطلع عليه بتاريخ 2024-08-29.
7. ↑  "صحيفة الشرق العربي ـ برق الشرق ـ علي عزت بيكوفيتش". www.asharqalarabi.org.uk. مؤرشف من الأصل في 2024-08-13. اطلع عليه بتاريخ 2024-08-04.

1. الأقليات المسلمة في أوروبا – سيد عبد المجيد بكر.
2. المسلمون في أوروبا وأمريكا – على المنتصر الكناني.
3. أخبار العالم الإسلامي.